# Torre Iris
La Torre Iris, construïda el 1910, és una casa de la Garriga (Vallès Oriental), obra de Joaquim Raspall. És considerada una de les obres més significatives del període modernista construïda per aquest arquitecte. Ubicada al Passeig num. 1, dins de la quarta mansana Raspall, juntament amb la Casa Barbey, la Bombonera i la Casa Antoni Barraquer, van ser declarades béns culturals d'interès nacional el 1997. És l'única de les quatre cases amb tres habitatges, si bé l'aparença externa és de torre d'estiueig com la resta. Es va construir per a llogar als estiuejants.

## Descripció
La Torre Iris (1910) malgrat l'aparença de casa unifamiliar, conté dos habitatges relacionats per una escala com si fos una casa de veïns. Consta de semisoterrani, planta baixa, pis i golfes, i una torrassa mirador coberta de teula vidrada marró i groga, formant dibuixos geomètrics. El cos central és cobert amb teulada a dues vessants amb amplis ràfecs a banda i banda. Els paraments sota el ràfec i els capcers de les façanes i la torre són esgrafiats amb dibuixos geomètricoflorals. Les baranes de ferro forjat segueixen una decoració similar. Els murs tenen un sòcol de pedra irregular; la resta són estucats imitant carreus fins a arribar al primer pis i llisos a la resta. Raspall hi continua usant arcs de mig punt i carpanells i obertures el·líptiques o ovalades. A la planta baixa i al pis hi ha un conjunt de vitralls.
Les cobertes són de dues vessants amb teula àrab de dos colors, amb ràfecs sostinguts per bigues i mènsules de fusta, amb rajoles blanques i grogues al sotaràfec. A l'exterior, està estucada en color groc amb esgrafiats de motius vegetals més rics quan més amunt, emmarcant les finestres, simulant una imposta i decorant el capcir i la torre mirador.
Com a altres cases de Raspall, la tanca del jardí forma part del lluïment dels artesans. Està formada per un mur baix de paredat capserrat de perfil ondulat i rematat en peces ceràmiques grogues i blanques. La reixa de la tanca és de forja treballada amb coup de fouet. A la torre Iris trobem el nom de la casa escrit a cadascun dels pilars de carreus de la porta d'accés. Les reixes dels balcons i terrasses són molt treballats amb decoracions vegetals

## Història
Les cases Raspall formen un conjunt únic en la història de l'arquitectura modernista al nostre país. Es tracta de quatre edificis aïllats, situats a la mateixa illa de cases -l'anomenada Mansana Raspall-, construïts per l'arquitecte Manuel Raspall entre 1910 i 1913. Els quatre edificis tenen una evident unitat estilística, reforçada per les tanques dels jardins, que utilitzen un mateix llenguatge: pedra irregular, trencadís i forja, tot de línies sinuoses. Les Cases Raspall són molt representatives de l'obra de la primera etapa d'aquest arquitecte, que pertany a la segona generació d'arquitectes modernistes, i són la porta d'entrada del llarg passeig de plàtans, on hi ha els edificis modernistes més importants de la població.
Els promotors de les cases Barbey i Barraquer van ser membres destacats de la burgesia barcelonina, que les feren construir com a segona residència. La Bombonera i la Torre Iris van ser edificades per la garriguenca Cecília Reig Argelagós, que les llogà com a segona residència.
En unes obres el 1973 es va alterar la coberta de la galeria, que tenia forma ondulada a dues vessants, per una forma rectilínia amb teula àrab.

## Galeria d'imatges

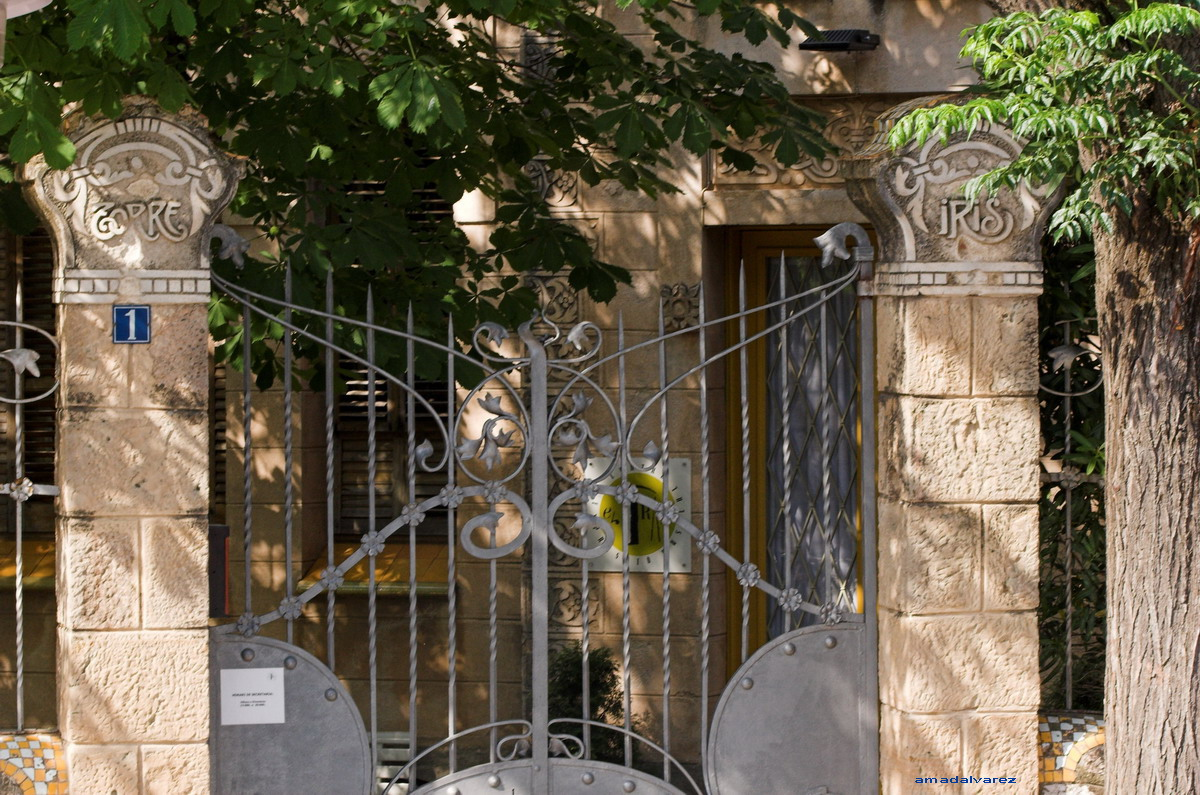
Portal exterior
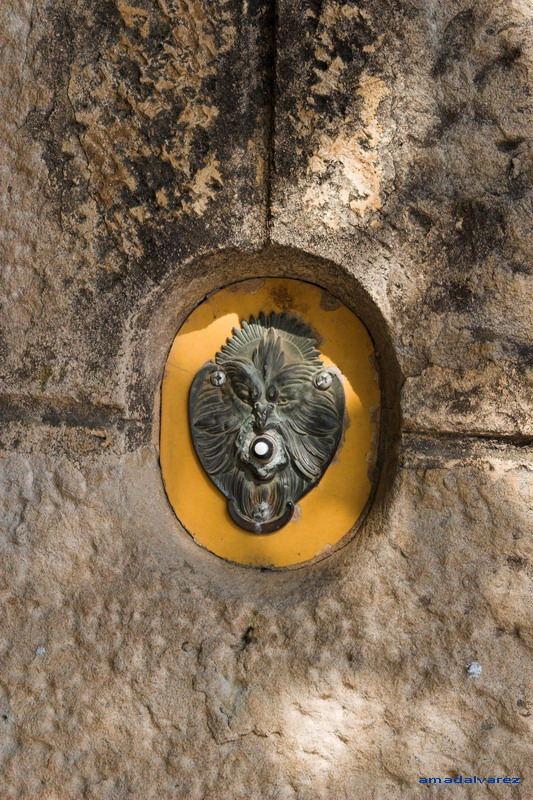
Detall del timbre exterior.
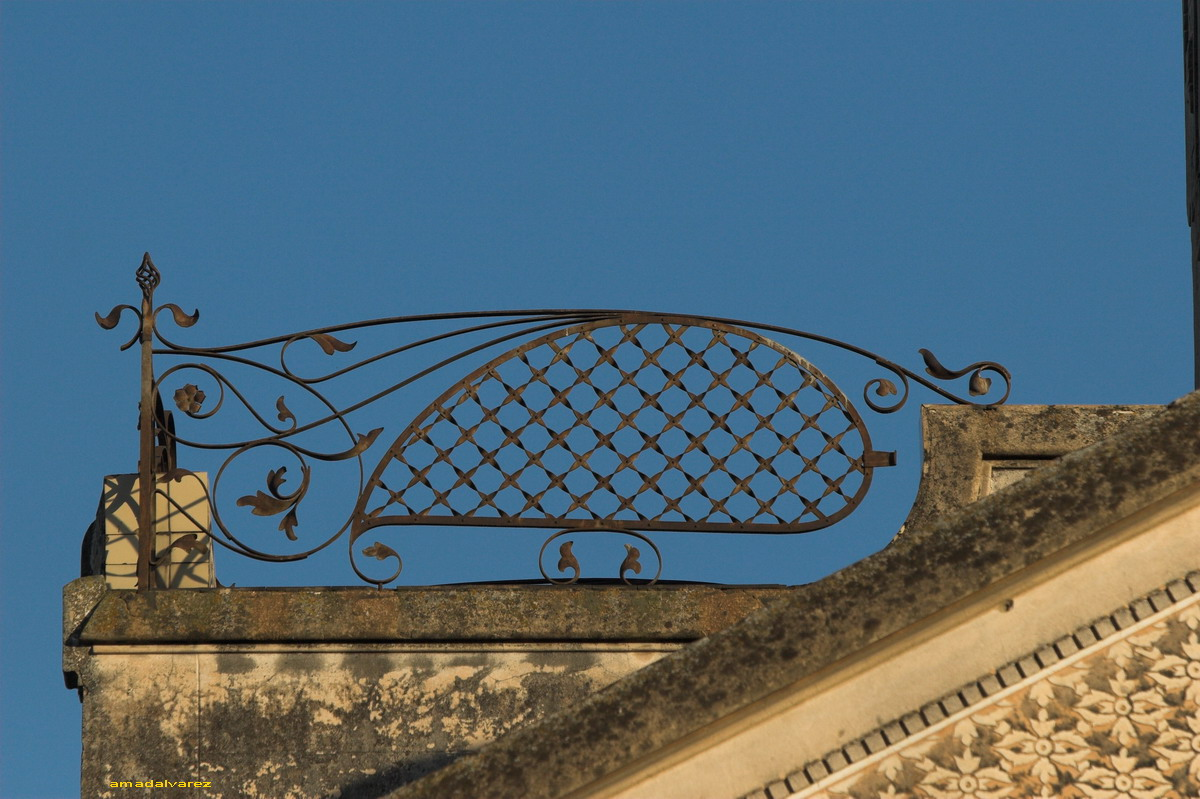
Detalls barana terrassa de la torre mirador
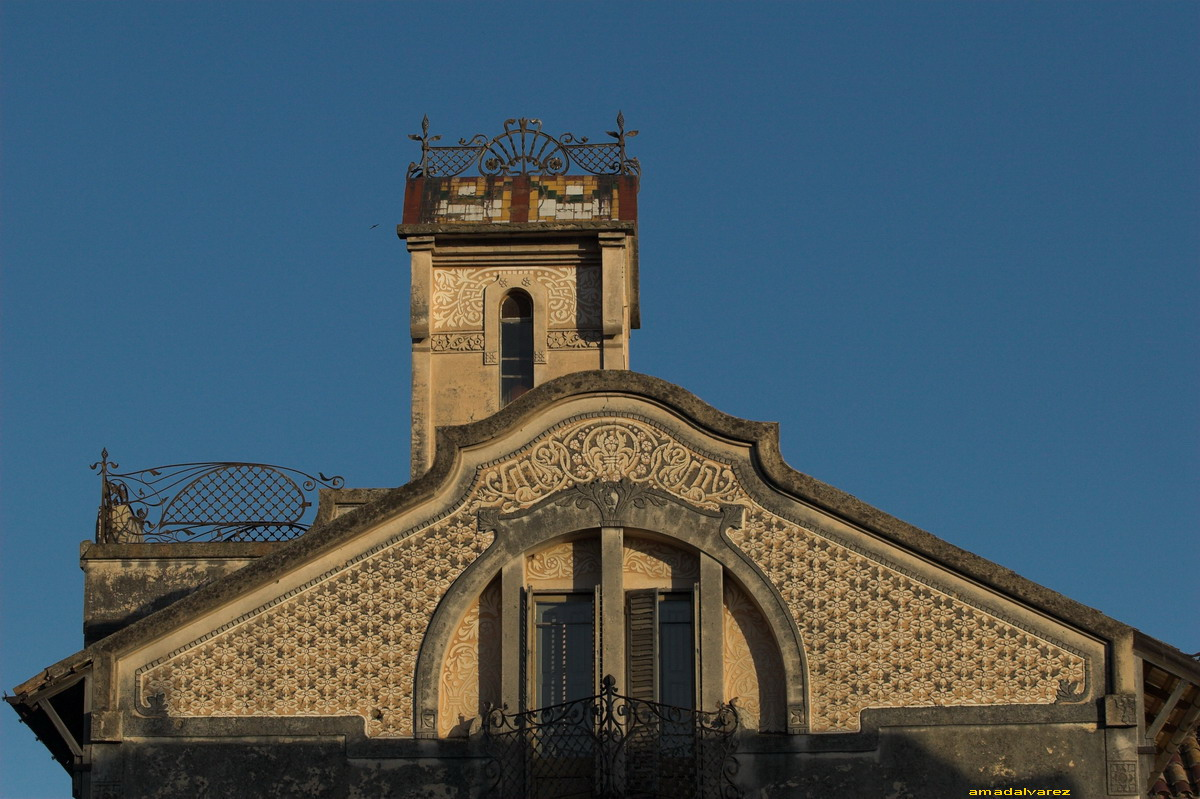
Esgrafiats façana nord